# Massmedia i Göteborg
Göteborg har under åren haft många tidningar, tidskrifter och tv-bolag. Idag domineras staden av Stampen-Gruppen som bland annat äger Göteborgs-Posten och mediekoncernerna Bonnier med TV4 och Göteborgs-Tidningen.

## Tidningar
Göteborgs Handels- och Sjöfartstidning, som gavs ut mellan 1832 och 1973, dominerade Göteborgs tidningsmarknad fram till 1930-talet men förlorade efterhand mark mot Göteborgs-Posten. År 1892 startade socialdemokraterna tidningen Ny Tid som gavs ut i Göteborg. Från 1966 ersattes Ny Tid av tidningen Arbetets västsvenska edition, först kallad Arbetet Väst men som under årens lopp haft en rad olika namn. 

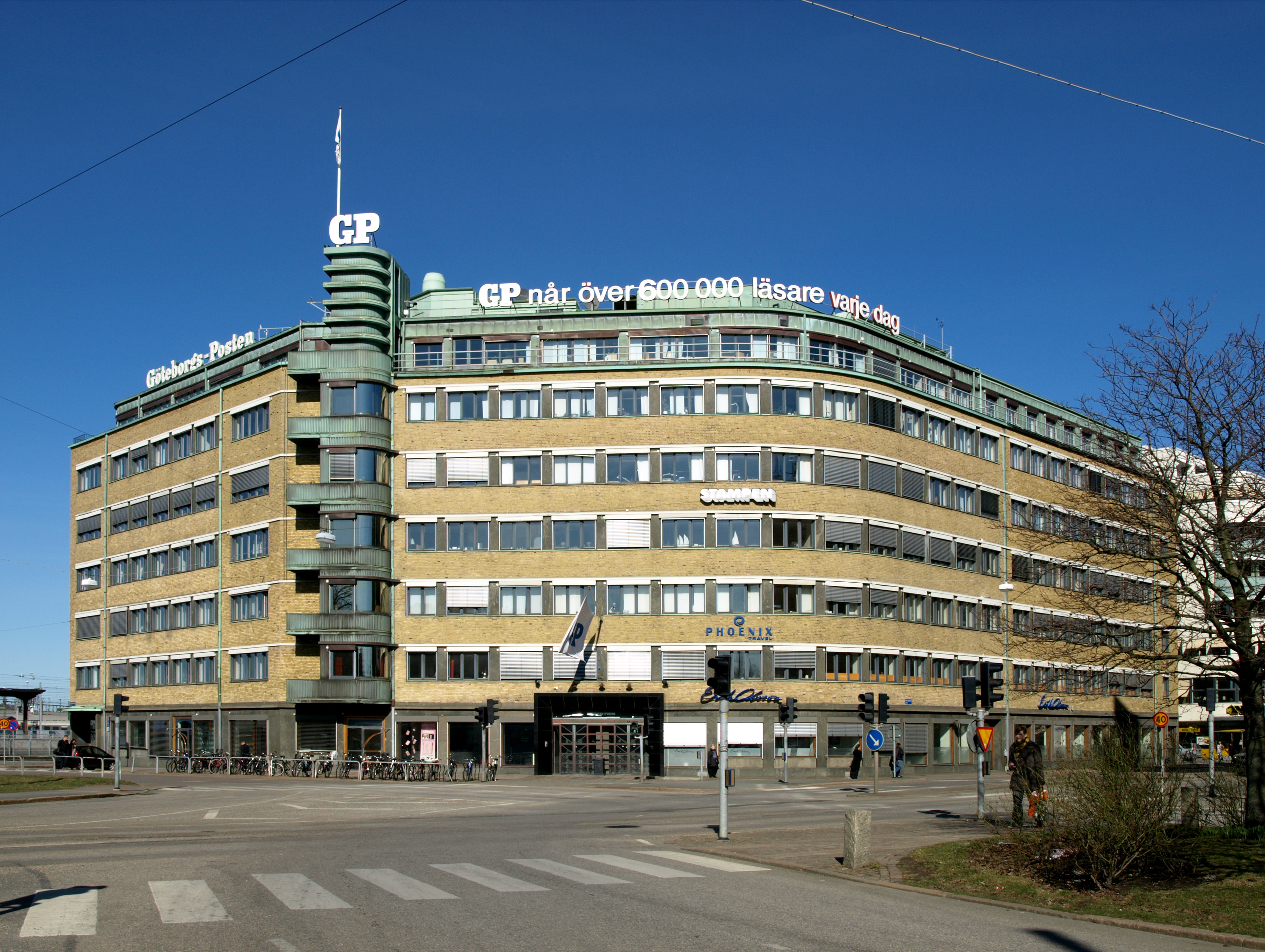
Huvudredaktionen för Göteborgs-Posten, belägen vid Polhemsplatsen i Göteborg

En föregångare till dagens GP var Götheborgs-Posten som gavs ut med två nummer i veckan, från den 23 mars 1813 och fram till 1816 av boktryckaren och redaktören Georg Löwegren. Därefter ägdes tidningen 1816-1832 av G. M. Gillberg, som även var redaktör. 
Tidningen återuppstod därefter 31 december 1858, genom bokhandlaren David Felix Bonnier, med två nummer i veckan, onsdag och lördag. Tidningens första redaktionslokal fanns på Torggatan. Åren 1863-1869 var D. F. Bonnier huvudredaktör och 1870-1872 Otto Thulin. Från 1872 har GP varit en regelbundet utgiven tidning. År 1860 började den att utges sex dagar i veckan. År 1873 övergick tidningen till ett aktiebolag (Göteborgs-Postens Aktiebolag) samt fick filosofie doktor Fredrik Åkerblom till ansvarig utgivare och huvudredaktör efter att han köpt den av David Felix Bonnier för 100 000 riksdaler. GP försvann därmed ur Bonniersfären.
Göteborgs-Posten har under 2000-talet utvecklats till en tidningskoncern under namnet Stampen-Gruppen. Genom aggressiv förvärvsexpansion har koncernen idag spridning längs hela den svenska Västkusten och stora delar av Mälardalen. Det första steget för att skapa dagens koncern skedde när Stampen år 2004 tillsammans med Nya Lidköpings-Tidningen, Länsförsäkringar Bergslagen och delar av släkten Pers lade ett bud på börsnoterade VLT-koncernen. 

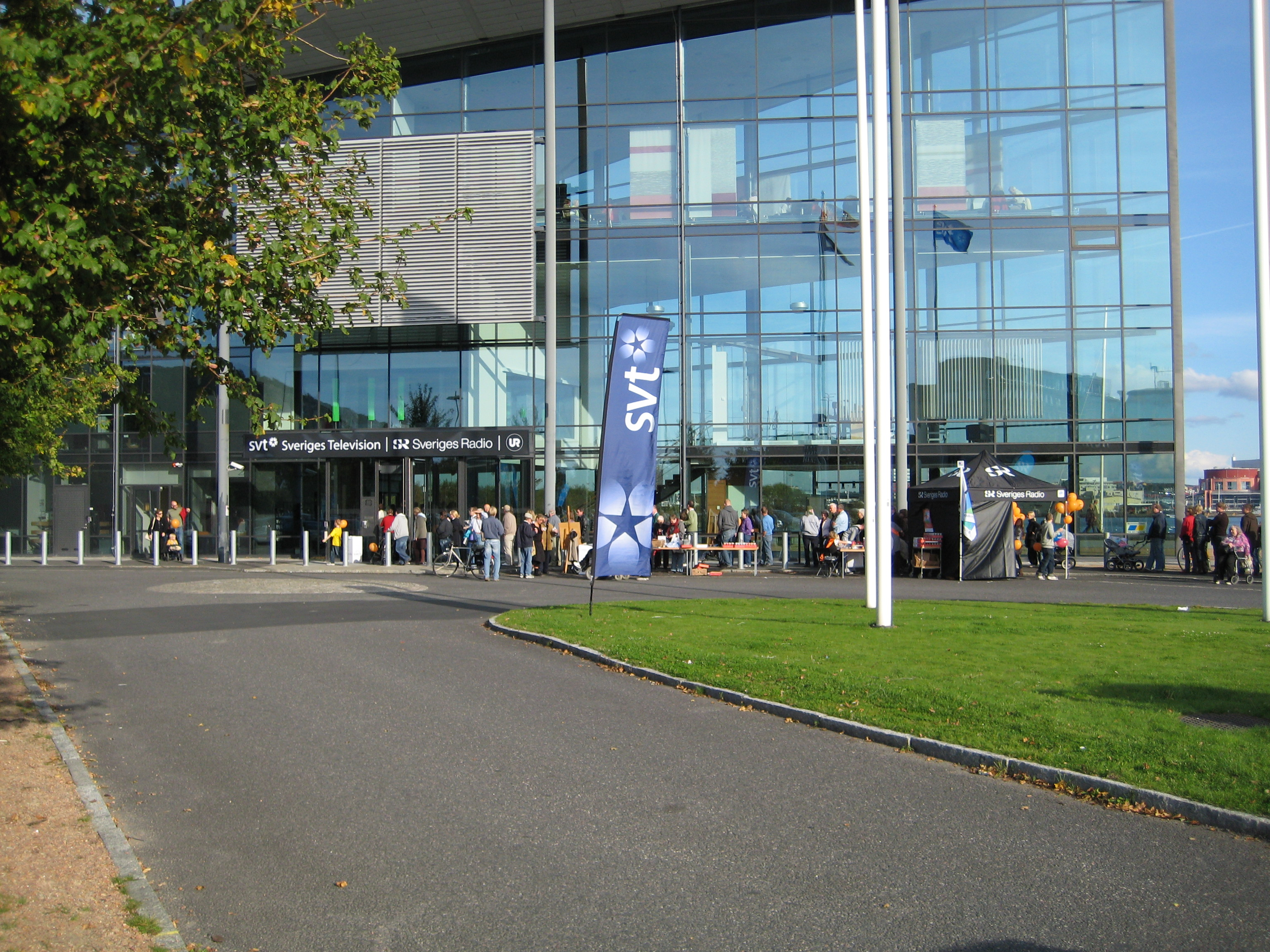
Sveriges Televisions lokaler i Göteborg

År 1902 grundades Göteborgs-Tidningen, som 1967 bytte namn till GT och i dag är uppköpt av Bonnierägda Expressen och i praktiken fungerar som denna tidnings lokalupplaga. På 1990-talet drabbades tidningsmedierna av en kris och flera av Göteborgs tidningar försvann.
År 1998 etablerade sig gratistidningen Metro i Göteborg, och 2004 lanserades annonsfria Göteborgs Fria Tidning. I september 2006 gavs gratistidningen City Göteborg ut för första gången, en tidning som funnits i Stockholm sedan 2002. En månad därefter lanserade Schibsted en gratistidning i det mindre formatet 170×250 – Punkt se. Båda dessa tidningar lades senare ner samma år.

## TV
Sveriges Television, Sveriges Radio och Utbildningsradion har egna lokaler på Norra Älvstranden i det så kallade "Kanalhuset". Huset uppfördes ursprungligen för kameratillverkaren Hasselblad. Företaget flyttade dock bara efter en kort tid, varefter lokalerna byggdes om och anpassades för medieverksamhet. Utrymmena i Kanalhuset är mindre än i det gamla mediehuset Synvillan. Här spelas bland annat Debatt, Uppdrag Granskning, Filmkrönikan och På spåret in. 
TV4:s lokaler finns vid Kungstorget där också TV4 Text-TV har personal. Bland annat så spelas Bingolotto och Postkodmiljonären in i Gamlestaden och i TV-produktionsbolagets Eyeworks lokaler. Kanal Lokal var en lokal TV-kanal som fanns i Göteborg 2006–2009. De sände inslag kallade Göteborgspatrullen där reportrar tog pulsen på stan och besökte aktuella evenemang. Kanalen gick i konkurs i början av 2009. Även Göteborgs-Posten sänder numera TV på internet, kallat GP TV.

## Radio
De flesta kommersiella radiostationer i Göteborg sänder från Stockholm, med undantag för Mix Megapol Göteborg som sänder lokalt större delen av dygnet. Utöver detta brukade Bandit Rock sända lokalt över Göteborg. SR P4 sänder lokalt såväl som de närradioföreningar som sänder.

### Frekvenser
| Frekvens  | Sändningsbeteckning             | Sändarplats                    | Typ               |
| --------- | ------------------------------- | ------------------------------ | ----------------- |
| 88,0 MHz  | Radio 88                        | Partille                       | Närradio          |
| 89,3 MHz  | Sveriges Radio P1               | Göteborg (Brudaremossenmasten) | Public service    |
| 90,7 MHz  | Pirate Rock                     | Mölndal                        | Närradio          |
| 94,9 MHz  | GNF 94,9                        | Göteborg                       | Närradio          |
| 96,3 MHz  | Sveriges Radio P2               | Göteborg (Brudaremossenmasten) | Public service    |
| 99,4 MHz  | Sveriges Radio P3               | Göteborg (Brudaremossenmasten) | Public service    |
| 100,2 MHz | Radio MNF                       | Göteborg                       | Närradio          |
| 101,9 MHz | Sveriges Radio P4 (P4 Göteborg) | Göteborg (Brudaremossenmasten) | Public service    |
| 102,6 MHz | GNF 102,6                       | Göteborg                       | Närradio          |
| 103,1 MHz | GNF 103,1                       | Göteborg                       | Närradio          |
| 104,8 MHz | Rockklassiker                   | Göteborg                       | Kommersiell radio |
| 105,3 MHz | Rix FM                          | Göteborg                       | Kommersiell radio |
| 105,9 MHz | NRJ                             | Göteborg                       | Kommersiell radio |
| 106,3 MHz | Radio Sedaye Ashena             | Göteborg                       | Närradio          |
| 107,3 MHz | Mix Megapol Göteborg            | Göteborg                       | Kommersiell radio |
| 107,8 MHz | Star FM                         | Göteborg                       | Kommersiell radio |